# Porphyrinia subvenata
Porphyrinia subvenata är en fjärilsart som beskrevs av Otto Staudinger 1892. Porphyrinia subvenata ingår i släktet Porphyrinia och familjen nattflyn. Inga underarter finns listade i Catalogue of Life.